# غاماغوري (آيتشي)
غاماغوري مدينة تقع ضمن محافظة آيتشي في اليابان، تأسست في 4/1/1954، بلغ عدد تعداد سكانها في 1 يناير – 2008 حوالي 82264 مساحتها الإجمالية حوالي 56.81 كم٢ لتصبح كثافة سكانها 1448 نسمة لكل كيلو متر مربع.

## المناخ
يظهر الجدول التالي التغييرات المناخية على مدار السنة لغاماغوري:
| البيانات المناخية لـغاماغوري      | البيانات المناخية لـغاماغوري | البيانات المناخية لـغاماغوري | البيانات المناخية لـغاماغوري | البيانات المناخية لـغاماغوري | البيانات المناخية لـغاماغوري | البيانات المناخية لـغاماغوري | البيانات المناخية لـغاماغوري | البيانات المناخية لـغاماغوري | البيانات المناخية لـغاماغوري | البيانات المناخية لـغاماغوري | البيانات المناخية لـغاماغوري | البيانات المناخية لـغاماغوري | البيانات المناخية لـغاماغوري |
| الشهر                             | يناير                        | فبراير                       | مارس                         | أبريل                        | مايو                         | يونيو                        | يوليو                        | أغسطس                        | سبتمبر                       | أكتوبر                       | نوفمبر                       | ديسمبر                       | المعدل السنوي                |
| --------------------------------- | ---------------------------- | ---------------------------- | ---------------------------- | ---------------------------- | ---------------------------- | ---------------------------- | ---------------------------- | ---------------------------- | ---------------------------- | ---------------------------- | ---------------------------- | ---------------------------- | ---------------------------- |
| متوسط درجة الحرارة الكبرى °م (°ف) | 9.2 (48.6)                   | 9.7 (49.5)                   | 13.2 (55.8)                  | 18.5 (65.3)                  | 22.7 (72.9)                  | 25.5 (77.9)                  | 29.2 (84.6)                  | 30.9 (87.6)                  | 27.4 (81.3)                  | 22.2 (72.0)                  | 17.1 (62.8)                  | 11.9 (53.4)                  | 19.8 (67.6)                  |
| المتوسط اليومي °م (°ف)            | 5.3 (41.5)                   | 5.5 (41.9)                   | 8.9 (48.0)                   | 14.2 (57.6)                  | 18.5 (65.3)                  | 21.9 (71.4)                  | 25.5 (77.9)                  | 26.9 (80.4)                  | 23.6 (74.5)                  | 18.3 (64.9)                  | 13.1 (55.6)                  | 8.0 (46.4)                   | 15.8 (60.4)                  |
| متوسط درجة الحرارة الصغرى °م (°ف) | 2.0 (35.6)                   | 1.9 (35.4)                   | 4.9 (40.8)                   | 10.1 (50.2)                  | 14.7 (58.5)                  | 18.8 (65.8)                  | 22.6 (72.7)                  | 23.8 (74.8)                  | 20.7 (69.3)                  | 14.9 (58.8)                  | 9.6 (49.3)                   | 4.5 (40.1)                   | 12.4 (54.3)                  |
| الهطول مم (إنش)                   | 47.9 (1.89)                  | 59.2 (2.33)                  | 135.9 (5.35)                 | 149.5 (5.89)                 | 178.7 (7.04)                 | 231.5 (9.11)                 | 175.3 (6.90)                 | 157.5 (6.20)                 | 257.2 (10.13)                | 127.8 (5.03)                 | 93.0 (3.66)                  | 38.9 (1.53)                  | 1٬649٫8 (64.95)              |
| ساعات سطوع الشمس الشهرية          | 169.3                        | 173.6                        | 192.9                        | 196.4                        | 190.9                        | 137.0                        | 163.9                        | 215.4                        | 150.4                        | 168.3                        | 169.2                        | 183.9                        | 2٬110٫7                      |
| المصدر:                           |                              |                              |                              |                              |                              |                              |                              |                              |                              |                              |                              |                              |                              |

## معرض صور

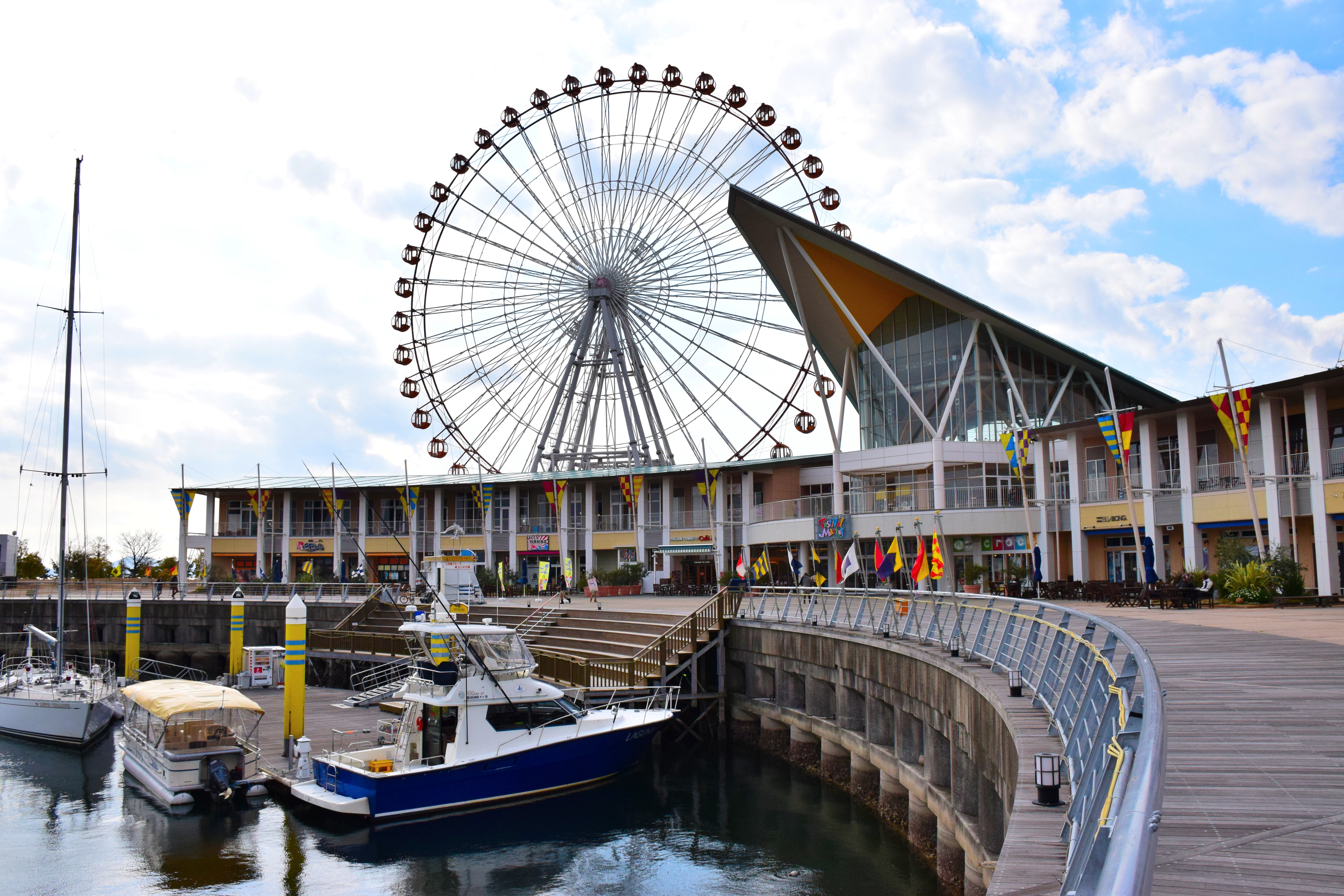
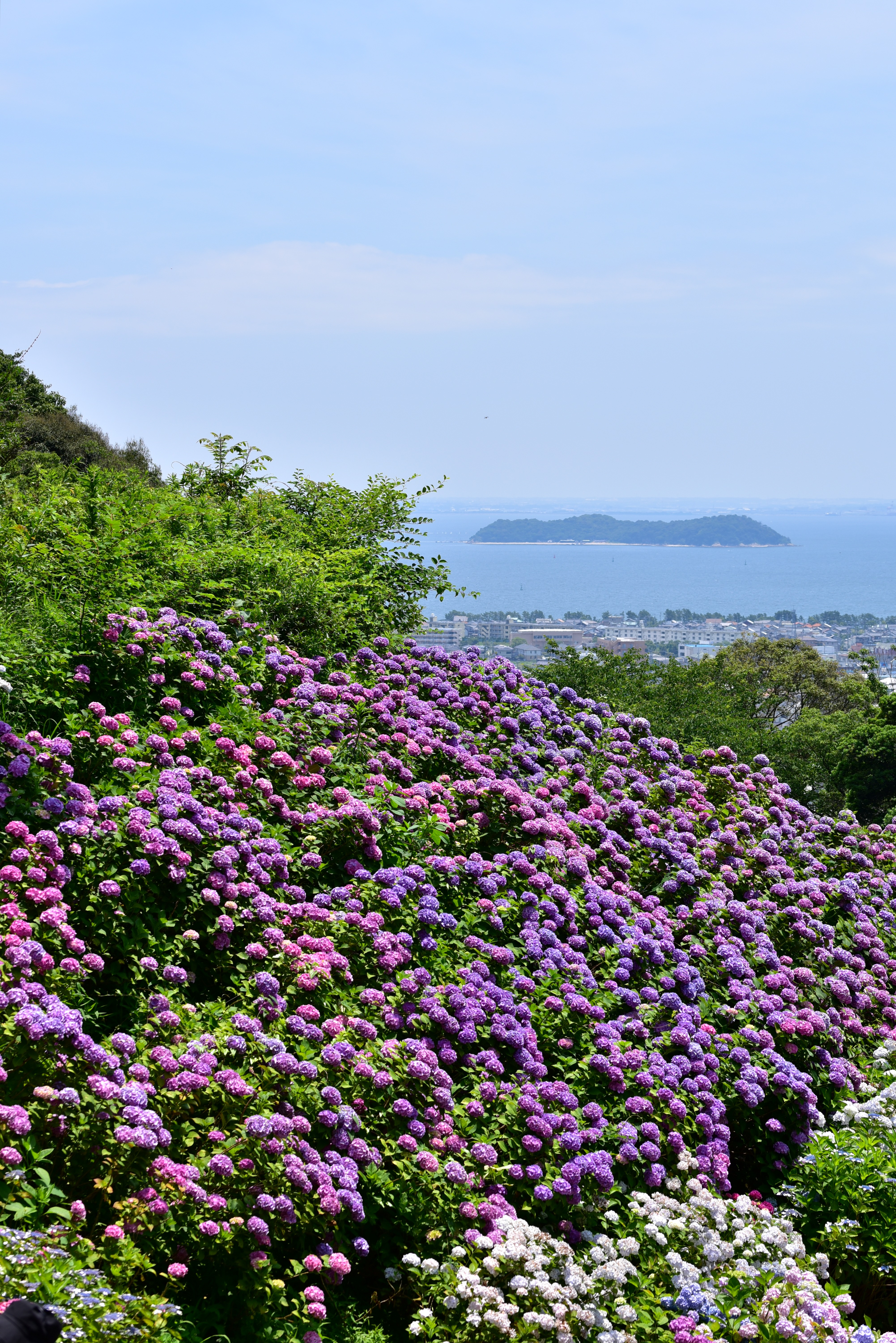
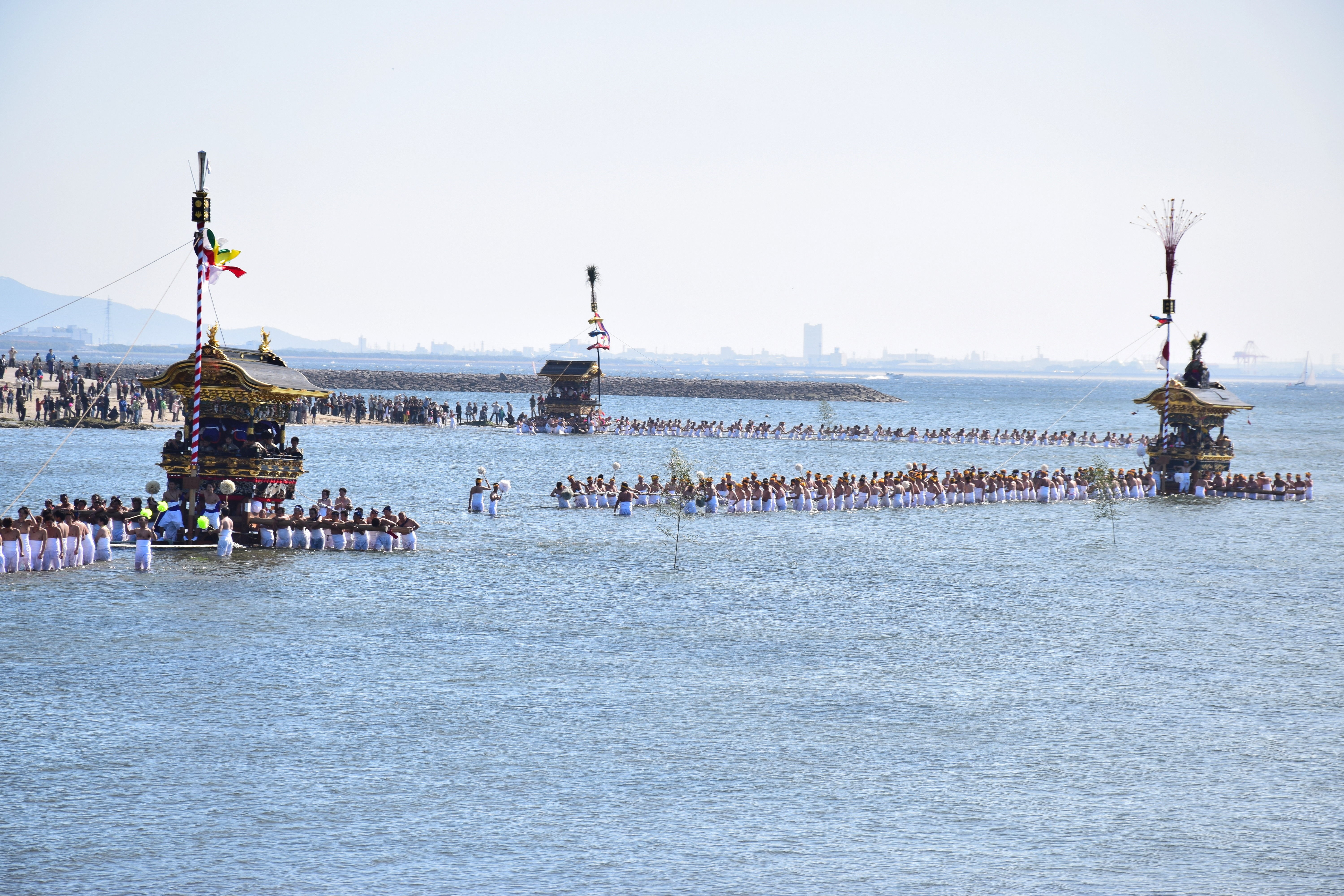
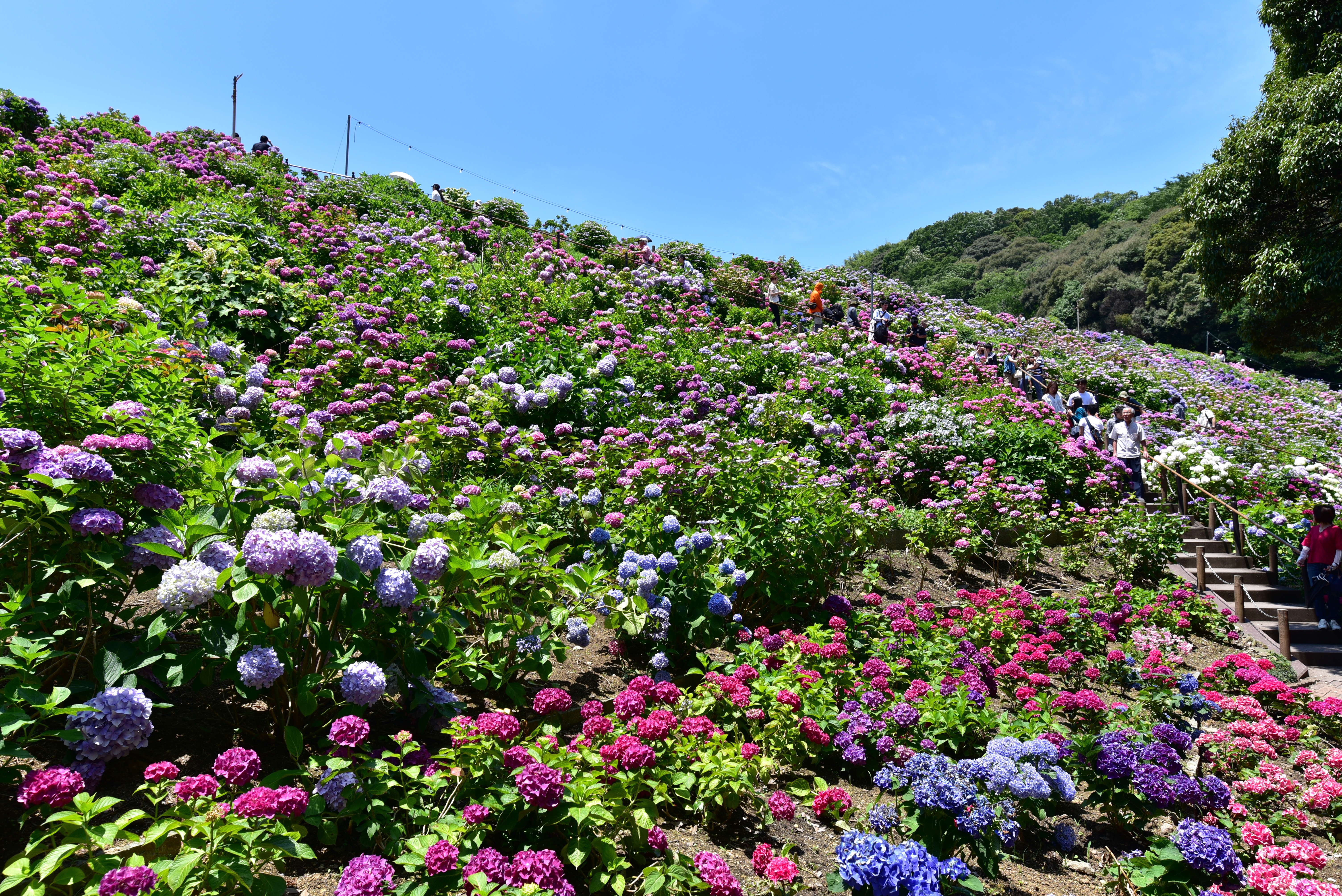

## أعلام
- كيتشيرو هيرانو
- ياسوهيرو كاتو
- ماساو ياماموتو